# Europäische Gendarmerietruppe
Die Europäische Gendarmerietruppe (auch EGF oder Eurogendfor vom englischen European Gendarmerie Force; oder FGE vom französischen Force de gendarmerie européenne) ist eine europäische militärische Polizeitruppe (vgl. Gendarmerie, Militärpolizei, paramilitärische Organisation), die dem Krisenmanagement dienen soll. Sie wurde 2006 für vollständig einsatzfähig erklärt und hat ihren Hauptsitz im italienischen Vicenza.
Die Europäische Gendarmerietruppe kann unter das Kommando der Europäischen Union, der Vereinten Nationen, der NATO, der OSZE sowie anderer internationaler Organisationen oder Ad-hoc-Koalitionen gestellt werden. Dabei kann die EGF nur eingesetzt werden, wenn die anfragende Organisation eine entsprechende Rechtsgrundlage liefert.
Die EU-Kommission hat Einsätze der EGF auf dem Gebiet der Europäischen Union ausgeschlossen.

## Mitglieder

Mitgliedsstaaten der EGF

Gegründet wurde die Eurogendfor von Frankreich, Italien, Spanien, Portugal und den Niederlanden. Sie dient als Zusammenschluss der französischen Gendarmerie nationale, der italienischen Carabinieri, der spanischen Guardia Civil, der portugiesischen Guarda Nacional Republicana und der niederländischen Koninklijke Marechaussee.
Seit dem 17. Dezember 2008 ist auch Rumänien, vertreten mit der Jandarmeria Română, Vollmitglied. Polen war seit dem 8. März 2007 Partner der EGF und ist seit dem 1. Oktober 2015 mit der Żandarmeria Wojskowa ein vollständiges Mitglied. Weiterhin hat Litauen seit Dezember 2009 den Partnerstatus inne.
Die Türkei hat 2009 den Status eines beobachtenden Landes erhalten.
Deutschland ist kein Teil der internationalen Militärtruppe, da die Trennung von Polizei und Militär in der Verfassung festgeschrieben ist und das Land daher nicht über eine Gendarmerie verfügt. Der deutsche Verteidigungsminister Peter Struck betonte 2004, dass sich die Aufgaben von Polizei und Streitkräften „deutlich voneinander unterscheiden“.
Auch andere Länder, die über eine Militärpolizei verfügen, können der Europäischen Gendarmerietruppe beitreten.
| Staat       | Gendarmerie                 | Status     | Status seit |
| ----------- | --------------------------- | ---------- | ----------- |
| Frankreich  | Gendarmerie nationale       | Mitglied   | 2006        |
| Italien     | Carabinieri                 | Mitglied   | 2006        |
| Spanien     | Guardia Civil               | Mitglied   | 2006        |
| Portugal    | Guarda Nacional Republicana | Mitglied   | 2006        |
| Niederlande | Koninklijke Marechaussee    | Mitglied   | 2006        |
| Rumänien    | Jandarmeria Română          | Mitglied   | 2008        |
| Polen       | Żandarmeria Wojskowa        | Mitglied   | 2015        |
| Litauen     | Viešojo saugumo tarnyba     | Partner    | 2009        |
| Türkei      | Jandarma Genel Komutanlığı  | Beobachter | 2009        |

## Entstehung
Im September 2003 schlug die französische Verteidigungsministerin Michèle Alliot-Marie die Schaffung einer Europäischen Gendarmerietruppe vor. Auf einem informellen Treffen der Verteidigungsminister im Oktober wurde eine erste Absichtserklärung bezüglich der EGF vorgetragen. Von Anfang an wollte Frankreich die Eurogendfor multinational und ähnlich der bereits existierenden EUFOR gestalten, während Italien die neue Militärpolizei eher an der Multinational Specialized Unit (MSU), welche im Auftrag der NATO bereits im Balkan und im Irak aktiv ist, anlehnen wollte. Frankreich war besonders daran gelegen, die EGF schnell und vor allem unabhängig von der EU aufzustellen, während die anderen Staaten eine Eingliederung innerhalb der Europäischen Union bevorzugten.
Es stellte sich allerdings heraus, dass sich eine europäische Militärpolizei aufgrund der Abneigung der meisten EU-Staaten gegenüber dem Gendarmerie-Konzept nur schwer in die EU integrieren lassen würde. Weiterhin gab es Streitigkeiten über die Größe der neu entstehenden Truppe, da Frankreich und Italien mit der Gendarmerie nationale und den Carabinieri über weit mehr Einheiten verfügen als die Niederlande oder Portugal. Einig waren sich allerdings alle fünf Länder darin, dass die EGF für alle möglichen Arten der Polizeiarbeit gerüstet sein müsse.
Die Erklärung wurde schließlich von den Verteidigungsministern der fünf EU-Mitglieder Frankreich, Italien, Spanien, Portugal und den Niederlanden am 17. September 2004 im Niederländischen Noordwijk verabschiedet. Während der Verhandlungen zeigte sich, dass Frankreich und die Niederlande gegen den Aufbau eines stehenden Heeres und die Aufnahme des Centre of Excellence for Stability Police Units in die EGF votierten.
Ein erstes erfolgreich absolviertes Übungsmanöver (Command Post exercise, CPX) fand im Juni 2005 im nationalen Gendarmerie-Trainings-Center in Saint-Astier, Frankreich, statt.
Am 23. Januar 2006 wurde die EGF während einer Militärzeremonie in Vicenza im nordöstlichen Italien offiziell eingeführt. Nach einem Treffen des Hochrangigen Interministeriellen Komitees in der spanischen Hauptstadt Madrid sowie einem zweiten, erfolgreichen Übungsmanöver vom 19. bis zum 28. April 2006 wurde die EGF am 20. Juli 2006 für vollständig einsatzfähig erklärt.
Am 18. Oktober 2007 wurde der Vertrag von Velsen von den damaligen fünf Mitgliedsstaaten unterzeichnet. Er wird auch Vertrag der Europäischen Gendarmerietruppe genannt und regelt Aufgaben und Befugnisse der Eurogendfor.

## Aufgabenbereich
Die EGF war von Anfang an dazu gedacht, alle möglichen Arten des Krisenmanagements abzudecken, sei es nun als Teil einer Militäreinheit oder unter dem Kommando von zivilen Kräften. Auch hat die Truppe die Aufgabe, lokale Polizeieinheiten zu ersetzen oder zu verstärken. Sie kann in jeder Phase des Krisenmanagements eingesetzt werden: Während des Beginns einer Krise kann die EGF zusammen mit dem Militär eingreifen und polizeiliche Aufgaben ausführen. Während der Stabilisationsphase kann die Europäische Gendarmerietruppe alleine, im Verbund mit Militär oder mit lokalen Polizeikräften ihre Mission ausführen. Während der Rückzugsphase schließlich kann die EGF die Übergabe von Kompetenzen an die lokalen Polizeikräfte erleichtern.
Wie schon für das Krisenmanagement ist die Europäische Gendarmerietruppe auch für alle möglichen Typen der Polizeiarbeit gedacht. Dies beinhaltet die Aufrechterhaltung von Sicherheit und öffentlicher Ordnung; das Beaufsichtigen, Begleiten und Beraten von lokalen Polizeikräften; das Regeln des Verkehrs, die Überwachung von öffentlichen Plätzen, Grenzkontrollen sowie generelle Aufklärung. Weiterhin muss die EGF in der Lage sein, kriminalpolizeiliche Aufgaben auszuführen – dazu gehört das Aufdecken von Straftaten, die Verfolgung von Kriminellen und deren Übergabe an örtliche judikative Instanzen.
Zum Aufgabenbereich der EGF gehört ferner der Schutz von Menschen und Besitztümern sowie die Aufrechterhaltung der Ordnung im Falle einer „öffentlichen Störung“. Die EGF muss auch in der Lage sein, Polizeioffiziere und Ausbilder gemäß internationalen Standards zu unterrichten.

## Struktur

### CIMIN
CIMIN ist eine französische Abkürzung und steht für Comité InterMInistériel de haut Niveau (im englischen High Level Interdepartmental Committee; auf Deutsch etwa: Hochrangiges Interministerielles Komitee) und ist der entscheidungstragende Körper der Europäischen Gendarmerietruppe. Es ernennt den EGF-Kommandeur sowie Kommandeure der einzelnen Missionen und den Vorsitzenden des Finanzgremiums. Es entscheidet, ob und in welchem Umfang die EGF an Missionen teilnimmt und inwiefern andere Staaten an Missionen der Eurogendfor teilhaben können. Weiterhin sorgt das Komitee für die politisch-militärische Koordination unter den Mitgliedern und überwacht die Umsetzung des Vertrags von Velsen.
Ein Mitgliedsland hat für ein Jahr den Vorsitz über das CIMIN und kann so Grundsätze der Militärtruppe für das kommende Jahr formulieren. Die Vergabe der CIMIN-Präsidentschaft erfolgt im Rotationsprinzip.
Das Komitee beinhaltet auch eine Arbeitsgruppe aus niederen Repräsentanten, die sich alle zwei Monate treffen. Das CIMIN selbst trifft sich mindestens zweimal im Jahr und darüber hinaus, falls ein Mitgliedsstaat es einberuft. Der erste Zusammentritt des Komitees fand am 21. Januar 2005 in Rom statt. Alle Entscheidungen müssen einstimmig gefällt werden. Es setzt sich aus Repräsentanten der jeweiligen Mitgliedsländer zusammen: jeweils ein Repräsentant des Außenministeriums, ein Repräsentant des Verteidigungs- oder Innenministeriums und der Oberbefehlshaber bzw. Generaldirektor der teilnehmenden Gendarmerietruppen.

### Kommandeur
Der Kommandeur besitzt die Führung über das permanente Hauptquartier (Permanent HQ) sowie alle Streitkräfte innerhalb der Eurogendfor und erlässt Vorschriften, welche die Funktion des HQs gewährleisten. Auch ist er für die Umsetzung von Befehlen des CIMINs verantwortlich und stellt Kostenpläne und Finanzberichte zusammen.
Dieser hat sein Amt für zwei Jahre inne:
| Nr. | Dienstgrad     | Name                    | Amtsantritt     | Ende der Amtszeit | Staat       |
| --- | -------------- | ----------------------- | --------------- | ----------------- | ----------- |
| 1   | Brigadegeneral | Gérard Deanaz           | 25. Januar 2005 | 26. Juni 2007     | Frankreich  |
| 2   | Oberst         | Giovanni Truglio        | 26. Juni 2007   | 25. Juni 2009     | Italien     |
| 3   | Oberst         | Jorge Esteves           | 26. Juni 2009   | 28. Juni 2011     | Portugal    |
| 4   | Oberst         | Cornelis Kuijs          | 29. Juni 2011   | 28. Juni 2013     | Niederlande |
| 5   | Oberst         | Francisco Esteban Pérez | 28. Juni 2013   | 26. Juni 2015     | Spanien     |
| 6   | Brigadegeneral | Philippe Rio            | 26. Juni 2015   | 27. Juni 2017     | Frankreich  |
| 7   | Oberst         | Lucian Gavrilă          | 27. Juni 2017   | 26. Juni 2019     | Rumänien    |
| 8   | Oberst         | Giuseppe Zirone         | 26. Juni 2019   | 24. Juni 2021     | Italien     |
| 9   | Oberst         | Paulo Gonçalves         | 24. Juni 2021   | 28. Juni 2023     | Portugal    |
| 10  | Oberst         | Hans Vroegh             | 28. Juni 2023   | Im Amt            | Niederlande |

### Streitkräfte
Die Truppe hat einen Kern von 800 bis 900 Mitgliedern. Italien stellt 800 Gendarmen zur Verfügung, Frankreich 600, Spanien 500, Portugal 160 und die Niederlande 100. Zur Verstärkung stehen weitere 2300 Mann bereit.

## Einsätze

### Abgeschlossen
| Name                  | Einsatzgebiet                | Beginn | Ende | Beschreibung |
| --------------------- | ---------------------------- | ------ | ---- | --- |
| EUFOR Althea          | Bosnien und Herzegowina      | 2007   | 2010 | Am 22. November 2007 nahm die EGF ihren ersten Einsatz im Rahmen der EUFOR-Mission Althea in Bosnien und Herzegowina wahr. Dabei übernahm sie die Führung der Integrated Police Unit (IPU), deren Hauptaufgabe zum einen die Informationsbeschaffung und zum anderen die Umsetzung des Abkommens von Dayton ist. Für viele Mitgliedsstaaten war die Beteiligung in Bosnien und Herzegowina nicht neu, lediglich die Koordination durch die EGF stellte ein Novum dar. Neben den Eurogendfor-Mitgliedern steuerten die Türkei und das spätere Mitglied Rumänien eine der beiden Anti-Aufruhr-Einheiten bei, während Ungarn sich mit zwei der sieben Untersuchungseinheiten beteiligte. Portugal setzte seit 2007 insgesamt 177 Einheiten in Bosnien ein. Am 20. Oktober 2010 wurde die EGF-Mission in Bosnien und Herzegowina offiziell beendet. Spanien, Portugal und Italien haben ihre Kontingente bis zum 31. Oktober 2010 abgezogen. |
| NATO-Trainingsmission | Afghanistan                  | 2009   | 2014 | Im Juni 2009 wurde erstmals darüber nachgedacht, die Europäische Gendarmerietruppe in Afghanistan zur Ausbildung örtlicher Polizeikapazitäten einzusetzen. Am 8. Dezember 2009 startete die Afghanistanoperation der EGF in Zusammenarbeit mit der NATO-Trainingsmission-Afghanistan (NTM-A) in der ISAF-Mission. Die Hauptaufgabe der militärischen Polizeitruppe bestand darin, die örtlichen afghanischen Polizeikräfte zu unterstützen und zu trainieren sowie Standards für deren Ausbildung festzulegen. Ein besonderer Fokus wurde dabei auf die Afghan National Civil Order Police (ANCOP) gelegt, welche die Gendarmerie in Afghanistan darstellt. Die offizielle Aktivierungszeremonie der EGF in Afghanistan fand am 24. Dezember 2009 statt. Neben einem älteren Trainingszentrum in Adraskan wurde ein 2009 neu eröffnetes Trainingszentrum in Masar-e Scharif für die Ausbildung der afghanischen Polizeikräfte genutzt. „Unsere Mission betrifft drei Arten von Aktivitäten“, so Oberst Jorge Esteves. „Wir stellen dem Missionshauptquartier in Kabul Experten zur Verfügung, wir trainieren die afghanische Polizei und wir entsenden Verbindungsteams zwischen dem ausbildenden und dem operativen Teil in den verschiedenen Provinzen. Unter diesen drei Aufgaben ist klar, dass die zweite natürlich die wichtigste ist.“ Mit dem Police Operational Mentoring Liaison Team (POMLT), das schon zuvor in Afghanistan aktiv war, waren zu Beginn 196 Gendarme in Afghanistan aktiv, 2011 etwa 400. Die Mission endete im September 2014. |
| Minustah              | Haiti                        | 2010   | 2010 | Nachdem die Vereinten Nationen die EU informell um Unterstützung für die UN-Mission Minustah gebeten hatten, beschlossen die EU-Außenminister am 25. Januar 2010 in Brüssel, dass etwa 300 Gendarmen in das Erdbebengebiet von Haiti geschickt werden sollen. Bei dem Ministertreffen sprach sich das Vereinigte Königreich gegen die Entsendung der Polizeitruppe aus und begründete dies mit der starken Präsenz der Vereinigten Staaten, die weitere Hilfstruppen der EU überflüssig machten. Die meisten Truppen wurden von Frankreich und Italien gestellt. Wenige Tage nach dem Beschluss der EU-Außenminister, am 8. Februar 2010, begann die Mission der europäischen Truppen auf dem Inselstaat. Hauptaufgabe der Europäischen Gendarmerietruppe in Haiti war es, Unterkünfte für die Bevölkerung bereitzustellen. Diese waren auf Grund der Regen- und Hurrikanzeit für die Haitianer besonders vonnöten. Miguel Ángel Moratinos, zum Zeitpunkt der Aussage Präsident des Rats der Europäischen Union, beschrieb die Mission der EGF in Haiti so: „Zusammen repräsentieren wir die EU in Sachen Sicherheitsgarantie und garantieren darüber hinaus die Ankunft humanitärer Hilfe, welche die Haitianer benötigen“ Der Einsatz der EGF in Haiti endete am 3. Dezember 2010. |
| EUFOR RCA             | Zentralafrikanische Republik | 2014   | 2015 | Um die Sicherheitslage in der Zentralafrikanischen Republik zu verbessern, wurden im Rahmen der EU-Militärmission EUFOR RCA (European Forces Republic of Central Africa) vom ersten April 2014 an mehr als 100 Gendarme der EGF in die Hauptstadt Bangui entsandt. Dort sollten sie in verschiedenen Vierteln für die Einhaltung der dort geltenden Gesetze sorgen. |
| EUMAM RCA             | Zentralafrikanische Republik | 2015   | 2016 | Am 15. März 2015 löste die Nachfolge-Mission EUMAM RCA (European Union Military Advisory Mission in the Central African Republic) der EU die EUFOR-Mission ab. Die Europäische Gendarmerietruppe war dadurch nur noch beratend tätig. EUMAM RCA arbeitete mit der Friedensmission MINUSCA der Vereinten Nationen zusammen. |
| EUBAM Rafah           | Palästina und Israel         | 2015   | 2015 | Vom 13. November 2015 bis 18. Dezember 2015 waren zwei Planungsexperten der EGF an der Mission EUBAM Rafah (European Union Border Assistance Mission Rafah) beteiligt, die seit 2005 besteht. Sie sollten einen Ablaufplan für die Wiederaufnahme der Grenzkontrollen am Rafah-Grenzübergang erstellen. In Rafah befindet sich der einzige Grenzübergang zwischen Ägypten und dem Gazastreifen. |
| EULPC                 | Libyen                       | 2015   | 2017 | Die EGF hat einen Gendarmen in der EU Liaison and Planning Cell (EULPC) eingesetzt. Die EULPC ist eine Verbindungs- und Planungsstelle, die zur Delegation der EU in Libyen gehört und die internationale Gemeinschaft in Tunesiens Hauptstadt Tunis mit Sicherheitsanalysen versorgt. Der Gendarm der EGF sollte aus Sicht der Polizei Sicherheitsaspekte analysieren und die Zusammenarbeit bei der Strafverfolgung erleichtern. |
| Resolute Support      | Afghanistan                  | 2015   | 2021 | Von 2015 bis 2021 war die EGF Teil der Mission Resolute Support in Afghanistan. Das Ziel der EGF war es, wie schon in der vorherigen NATO-Traningsmission, die afghanischen Sicherheitskräfte zu trainieren und zu beraten. |
| EUAM Ukraine          | Ukraine                      | 2016   | 2016 | Vom 9. Januar bis zum 7. Februar 2016 hat die EGF vier Ausbilder in die ukrainische Hauptstadt Kiew entsandt. Dort haben sie 29 Ausbilder der Polizei im Umgang mit Unruhen und Menschenmassen unterrichtet. Die Ausbildung fand im Rahmen der beratenden EUAM-Ukraine-Mission (EU Advisory Mission for Civilian Security Sector Reform Ukraine) der EU statt. |
| EUTM RCA              | Zentralafrikanische Republik | 2016   | 2022 | Im Juli 2016 löste die Nachfolge-Mission EUTM RCA (European Union Training Mission in the Central African Republic) die EUMAM-RCA-Mission ab. Seit dem Start der Mission bis zum März 2017 waren zwei Gendarmen der EGF als Berater vor Ort, anschließend nur noch ein Gendarm. Im Juli 2018 wurde das Mandat erweitert und die EGF war bis Juli 2022 mit bis zu sieben Gendarmen vor Ort. |
| EUCAP Somalia         | Somalia                      | 2018   | 2018 | 2018 beteiligte sich die EGF mit zwei Gendarmen an der Mission EUCAP Somalia (EU Capacity Building Mission in Somalia). Bei der Mission geht es darum, zivile maritime Sicherheitskapazitäten der somalischen Regierung am Horn von Afrika aufzubauen. Die zwei Gendarmen halfen dabei, die bisherigen Operationspläne zu überarbeiten. |
| LCTT II Project       | Tunesien                     | 2019   | 2021 | Seit 2019 läuft das Projekt LCTT II des französischen Dienstleisters Civipol. Dabei geht es darum, tunesischen Sicherheitskräfte auszubilden, um Terrorangriffe zu verhindern. Civipol ist ein Beratungsunternehmen, das dem französischen Innenministerium unterstellt ist und berät etwa andere Staaten bei Sicherheitsfragen. Die EGF soll im Rahmen dieses Projekts ein Ausbildungsprogramm erstellen, um die Ausbilder der tunesischen Gendarmerie zu unterrichten. So geht es etwa darum, Menschenmengen und Unruhen zu kontrollieren, improvisierte Sprengsätze unschädlich zu machen oder Cyberkriminalität zu bekämpfen. Bis zum November 2021 war die EGF in diesem Projekt aktiv. |

### Laufend
| Name              | Einsatzgebiet                | Beginn | Beschreibung |
| ----------------- | ---------------------------- | ------ | --- |
| EUCAP Sahel Mali  | Mali                         | 2014   | Seit dem 17. April 2014 sind zwischen 12 und 19 Gendarmen der EGF im westafrikanischen Mali im Einsatz. Dort bilden sie die Gendarmerie und Nationalgarde des Landes aus. Die Entsendung läuft unter der Mission EUCAP Sahel Mali, die als Teil der gemeinsamen Sicherheits- und Verteidigungspolitik der Europäischen Union fungiert. |
| EULPC             | Libyen                       | 2015   | Die EGF hat einen Gendarmen in der EU Liaison and Planning Cell (EULPC) eingesetzt. Die EULPC ist eine Verbindungs- und Planungsstelle, die zur Delegation der EU in Libyen gehört und die internationale Gemeinschaft in Tunesiens Hauptstadt Tunis mit Sicherheitsanalysen versorgt. Der Gendarm der EGF sollte aus Sicht der Polizei Sicherheitsaspekte analysieren und die Zusammenarbeit bei der Strafverfolgung erleichtern.                                                              |
| EUBAM Libya       | Libyen                       | 2016   | Die EU Integrated Border Assistance Mission in Libya (EUBAM Libya) ist eine zivile Mission und soll dabei helfen, die libyschen Land-, See- und Luftgrenzen zu sichern. Sie läuft seit 2013 und ihr Hauptquartier befindet sich in Tunis. EGF-Gendarmen beraten die Mission seit 2016, etwa zu Themen wie Migration oder Seegrenzen, und leiten Einsätze. |
| EUFOR Althea      | Bosnien und Herzegowina      | 2018   | Im November 2018 schickte die EGF einen französischen Gendarmen zum EUFOR-Hauptquartier Camp Butmir in Sarajevo. Dort ist er hauptsächlich für die Informationsbeschaffung und -analyse zuständig, um die Sicherheitslage vor Ort zu bewerten. |
| MINUSMA           | Mali                         | 2018   | Im Rahmen der MINUSMA-Mission der Vereinten Nationen sind seit Februar 2018 neun Gendarmen in Mali im Einsatz. Sie trainieren dabei Beamte in der Justiz und bilden die nationale Polizei sowie Gendarmerie aus. Themen sind etwa geheimdienstliche Tätigkeiten oder polizeiliche Untersuchungsmethoden. |
| EUCAP Sahel Niger | Niger                        | 2019   | Im Rahmen der Mission EUCAP Sahel Niger (EU Capacity Building Mission in Niger) finanzieren Deutschland und die Niederlande seit 2018 den Aufbau einer mobilen Einheit für die Grenzsicherung in Niger. Die EGF und die Europäische Agentur für die Grenz- und Küstenwache (Frontex) unterstützen diese Einheit. Zwischen dem 23. September 2019 und dem 8. Oktober 2019 unterrichtete die EGF nigrische Sicherheitskräfte an der nationalen Polizeischule in Niamey, der Hauptstadt von Niger. |
| EUAM RCA          | Zentralafrikanische Republik | 2021   | Seit Dezember 2019 gibt es die Beratungsmission European Union Military Advisory Mission in the Central African Republic (EUAM RCA). Die EU will damit das Innenministerium, die Polizei und die Gendarmerie der Zentralafrikanischen Republik unterstützen. Die EGF is seit September 2021 involviert und soll zu Training, Zusammenarbeit und Polizeisicherheit beraten. |
| EUAM Ukraine      | Ukraine                      | 2021   | Seit Juli 2021 berät die Eurogendfor die Ukraine zur Grenzsicherung und Aufrechterhaltung der öffentlichen Ordnung. Seit des russischen Einmarsches in die Ukraine 2022 fokussiert sich die EGF darauf, die Ukraine beim Fluss von Waren und Menschen an der Grenze zur EU zu unterstützen. |
| EUTM Mozambique   | Mosambik                     | 2021   | |
| EUCAP Somalia     | Somalia                      | 2022   | Die EGF unterstützt Somalia mit Beratern für die maritime Sicherheit. |
| EUPOL COPPS       | Palästina                    | 2022   | |
| RACC SAHEL        | Tschad                       | 2022   | |

## Wappen
Das Wappenschild der EGF besteht aus drei Teilen: einem Schriftzug oben, mehreren Symbolen in der Mitte und einem weiteren Schriftzug am unteren Rand. Der obere Schriftzug besteht aus dem Wort Eurogendfor in Großbuchstaben. Mittig sind eine entflammte Granate, ein Schwert und ein Kranz aus zwei verschiedenen Blättern abgebildet. Die entflammte Granate steht für die gemeinsamen militärischen Wurzeln der beteiligten Gendarmerien. Das kreuzförmige Schwert soll militärische Ehre, Freiheit und Stärke symbolisieren. Der Blätterkranz besteht zur Hälfte aus Lorbeer- und Eichenblättern, dabei stehen die Lorbeerblätter für den zivilen Status der EGF und die Eichenblätter für den militärischen Status. Am unteren Rand des Wappens steht schließlich der lateinische Schriftzug Lex paciferat in Großbuchstaben. Er bedeutet übersetzt „Das Gesetz wird Frieden bringen“ und soll die Verbindung zwischen dem Durchsetzen von Gesetzen und dem Wiederherstellen einer sicheren Umgebung aufzeigen.
Das Logo nutzt hauptsächlich die Farben Blau, Gold und Silber. Blau steht in der Heraldik für Wahrheit und Loyalität, außerdem ist es quasi die offizielle Farbe Europas. Gold und Silber gehören zu den Edelmetallen. Außerdem stehen Gold beziehungsweise Gelb für Großzügigkeit und die Erhöhung des Geistes, während Silber Frieden und Aufrichtigkeit bedeutet.
In der ersten Version des Logos war bereits die Granate vor dem Schwert abgebildet. Allerdings war der Kranz nicht geteilt, sondern bestand vollständig aus Lorbeerblättern. Außerdem waren Zwölf gelbe Sterne im Kreis um die Symbole angeordnet, die an die Flagge der Europäischen Union erinnern. Das alte Logo wurde seit dem 6. September 2005 genutzt und 2007 durch das neue Logo abgelöst.
Im Dezember 2009 hat das CIMIN ein zusätzliches Wappen genehmigt, bei dem die Symbole und die Schriftzüge vor einem Hintergrund in militärischen Tarnfarben stehen.